# Allegheny Airlines
Pour les articles homonymes, voir Allegheny.

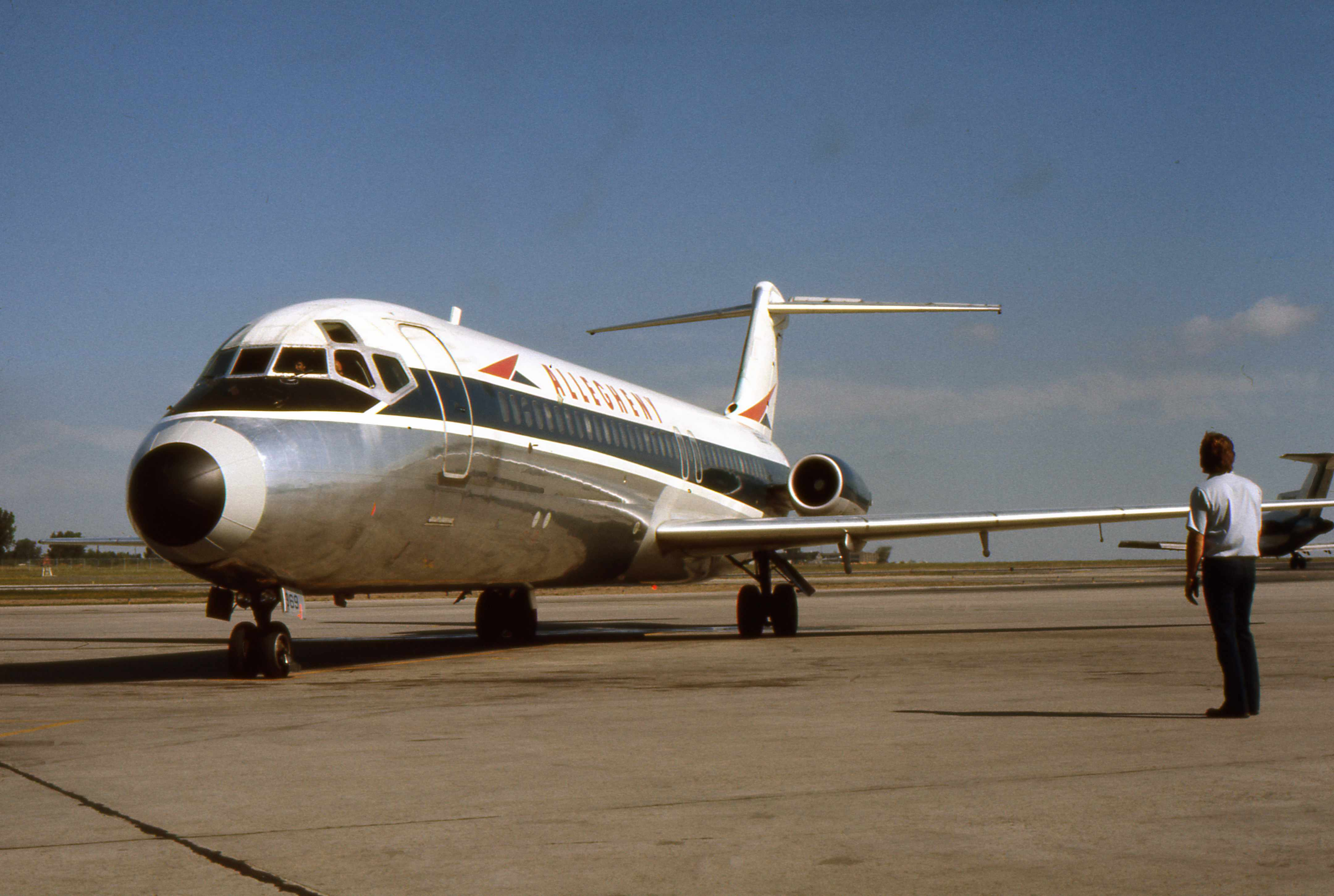
DC9 d'Allegheny Airlines en 1975

Allegheny Airlines  était une compagnie aérienne américaine. En 1979 elle a été rebaptisée USAir.

## Origines
Les origines d’Allegheny remontent à 1937 avec la création à Pittsburgh par les frères Richard Chichester du Pont et Alexis Felix du Pont d’All American Aviation. C’est seulement le 13 septembre 1938 que fut inauguré un réseau postal sur Stinson Reliant. 1949 marqua un tournant important dans l’histoire de l’entreprise : Le réseau postal fut abandonné au profit de vols réguliers transportant des passagers entre Pittsburgh, Washington, et différents points de Pennsylvanie, du Maryland et du New Jersey. Rebaptisée All American Airlines, la compagnie effectua son premier vol passager le 7 mars 1949. En 1953 fut adopté une nouvelle raison sociale : Allegheny Airlines. 

## Expansion
En 1960 le siège de l’entreprise a été transféré de Pittsburgh au National Airport de Washington.
En 1968 Allegheny a absorbé Lake Central Airlines puis en 1972 a pris le contrôle de Mohawk Airlines.
En 1977 Allegheny desservait une centaine d’aéroports du nord-est des États-Unis ainsi que Montréal et Toronto, au Canada, et exploitait une flotte de 31 BAC One-Eleven, 24 Convair 580 et 49 Douglas DC-9, 10 Boeing 727-22 étant rachetés à United.
Le 28 octobre 1979 Allegheny a changé de nom, adoptant celui de USAir afin de gommer son image de compagnie régionale en pleine dérèglementation du transport aérien aux États-Unis.

## Flottes utilisées par Allegheny Airlines
| Avion           | Mise en service | Retrait | Nombre utilisé |
| --------------- | --------------- | ------- | -------------- |
| Douglas DC-3    | 1953            | 1966    | 24             |
| Martin 2-0-2    | 1955            | 1966    | 18             |
| Convair 340     | 1960            | 1967    | 17             |
| Convair 440     | 1962            | 1974    | 27             |
| Convair 540     | 1959            | 1963    | 5              |
| Convair 580     | 1965            | 1978    | 40             |
| Fokker F27      | 1965            | 1974    | 27             |
| Douglas DC-9-30 | 1966            | 1979    | 89             |
| Douglas DC-9-50 | 1974            | 1978    | 8              |
| Nord 262        | 1968            | 1977    | 13             |
| Boeing 727-200  | 1970            | 1971    | 2              |
| Boeing 727-100  | 1978            | 1979    | 11             |
| BAC One-Eleven  | 1972            | 1979    | 31             |
| Mohawk 298      | 1975            | 1979    | 9              |

## Allegheny Commuter
À partir de 1967 Allegheny Airlines, mettant en ligne ses premiers DC-9, a transféré à des opérateurs locaux l’exploitation de ses lignes à faible densité. Dès le 15 novembre 1967 Henson Aviation Inc, basée à Hagerstown, Maryland, assurait la liaison Hagerstown-Baltimore (Friendship International Airport). Aero-Mech, Air North, Southern Jersey Airways, Chautauqua Airlines, Crown Airways, GCS Airlines, Pennsylvania Commuter Airlines, Pocono Airlines, Ransome Airlines, Suburban Airlines et Britt Airlines ont ensuite rejoint le réseau baptisé 'Allegheny Commuter, tous les appareils utilisés sur les lignes Allegheny étant peints aux couleurs rouges et blanches d’Allegheny Airlines.
Le réseau Allegheny Commuter était exploité en 1977 avec 31 Beech 99, 13 DHC-6, 2 DH.114 Riley Heron  et 9 Mohawk 298.
Quand Allegheny Airlines fut rebaptisé USAir, Allegheny Commuter poursuivit quelque temps son activité sous son nom d’origine, avant de devenir USAir Express.  US Air conservant la propriété du nom Allegheny Airlines, une division baptisée Allegheny Commuter Airlines fut constituée sur l’aéroport International de Middletown-Harrisburg, en Pennsylvanie, pour exploiter une flotte d’une cinquantaine de DHC-8-102 sous les couleurs de USAir Express. En 2004 les DHC-8 ont été transférés à Piedmont Airlines.

## Sources
1. 1 2 3 4 5  Endres 1978